# Cimarrones UABC Tijuana
Los Cimarrones UABC Tijuana son el equipo representativo de fútbol americano universitario de la Universidad Autónoma de Baja California, Campus Tijuana. Actualmente participan en el Grupo Libertad de la Conferencia Premier CONADEIP y juegan sus partidos como local en el campo de la UABC, en Tijuana, Baja California.

## Historia
En 2007, el equipo de fútbol americano de la UABC Campus Tijuana se une a la Organización Estudiantil de Fútbol Americano de Baja California (OEFA). En 2010, los Cimarrones consiguen un campeonato regional de la OEFA.
En 2011, los equipos de la OEFA participan en la CONADEIP, ese mismo año, la UABC Tijuana consigue de nueva cuenta el campeonato regional y el cuarto lugar a nivel nacional. En 2013 y 2015, el equipo logra el subcampeonato del Grupo Libertad. Para la 2016 los Cimarrones se coronan en el Grupo Libertad.
Los Cimarrones llegan a semifinales del Grupo Libertad en la temporada 2017, pero son derrotados por los Potros ITSON.

## Temporadas
| Campeonato Nacional | Campeonato de Conferencia | Campeonato de Grupo |

| Temporada | Head coach     | Conferencia | Pos. Conf. | Pos. Gpo. | Ganados | Perdidos |
| --------- | -------------- | ----------- | ---------- | --------- | ------- | -------- |
| 2011      | Ricardo Licona | Premier     | —          | 4.º       | 3       | 4        |
| 2012      | Ricardo Licona | Premier     | —          |           |         |          |
| 2013      | Ricardo Licona | Premier     | —          | 1.º       | 6       | 1        |
| 2014      | Ricardo Licona | Premier     | —          | 2.º       | 5       | 2        |
| 2015      | Ricardo Licona | Premier     | —          | 2.º       | 7       | 1        |
| 2016      | Ricardo Licona | Premier     | —          | 3.º       | 4       | 3        |
| 2017      | Ricardo Licona | Premier     | —          | 3.º       | 3       | 4        |